# Wojciech Szczęsny
Wojciech Tomasz Szczęsny [ˈvɔjt͡ɕɛx ˈtɔmaʂ ˈʂt͡ʂɛ̃snɨ] (Varsòvia, 18 d'abril de 1990) és un futbolista polonès, internacional amb la selecció polonesa, que juga com a porter al Futbol Club Barcelona. És fill de Maciej Szczęsny, que també va ser porter internacional per Polònia.
Després de començar la seva carrera al Legia Varsòvia, Szczęsny va signar per l'Arsenal FC el gener de 2006, i s'hi va estrenar com a professional el 2009. Després d'un període cedit amb el Brentford la temporada següent, més tard va esdevenir el porter titular del club de la capital anglesa, i guanyà dues FA Cups i rebé el premi Premier League Golden Glove de la temporada 2013–14 conjuntament amb Petr Čech. Posteriorment, va ser cedit dues temporada consecutives al club italià AS Roma el 2015, en què les seves prestacions li van servir per a ser transferit als campions de la lliga de llavors, la Juventus FC, el 2017. Després de ser principalment suplent de Gianluigi Buffon en la seva primera temporada, durant la qual va guanyar un doblet, heretà el lloc de Buffon la temporada següent i emportà la seva segona Sèrie A; les seves prestacions també li van valer una nominació al Trofeu Iaixin el 2019. Va guanyar un tercer títol de lliga consecutiu la temporada següent, tot emportant també el Premi al millor porter de la Sèrie A. Es va retirar del futbol professional el 2024, abans de reprendre la carrera poc després per a jugar pel FC Barcelona.
A escala internacional, Szczęsny ha disputat 84 partits amb Polònia de la seva estrena el 2009 fins al 2024, i ha estat membre de la selecció del seu país, la qual va participar com a coamfitriona a la Campionat d'Europa de futbol 2012; més tard participaria en tres edicions més del torneig (2016, 2020 i 2024) , com també en dos Mundials (2018 i 2022).

## Inicis
Abans de passar al futbol, Szczęsny primer va aprendre ball de saló i més tard es va destacar en la javelina. El seu pare, Maciej, és un ex porter internacional polonès, i el seu germà gran, Jan, també (actualment juga al Gwardia Warsaw, en el nivell setè de la lliga polonesa, club per on va passar el seu pare Maciej Szczęsny).

## Carrera de club

### Legia Varsòvia
Szczęsny es va començar a entrenar a l'equip de formació Agrykola Warsaw. Al cap de poc, l'entrenador de porters del Legia Varsòvia, Krzysztof Dowhań, molt impressionat pel jove porter, li va permetre de formar part del campament d'entrenament del primer equip del Legia, a 15 anys, i finalment hi va ser inscrit.

### Arsenal
El gener de 2006, Szczęsny passa a la formació juvenil de l'Arsenal FC, i ja és a l'equip de reserva durant la temporada 2008–09. El novembre de 2008, perdent l'equilibri mentre aixecava un pes pesant es va fracturar els dos avantbraços, fet que li va fer perdre cinc mesos. Szczęsny va aparèixer a la banqueta del primer equip per la primera vegada durant una partida de la Premier League contra l'Stoke City FC el 24 de maig de 2009, sense jugar, quan l'equip va concloure la  temporada amb una victòria per 4-1 a l'Emirates Stadium.
A l'inici de la temporada 2009–10, Szczęsny va pujar a l'equip sènior i va rebre el número 53. El 22 de setembre de 2009, es va estrenar amb el primer equip a la Copa de la Lliga anglesa de Futbol, tercera ronda, mantenint la porteria a zero en una victòria a casa per 2-0 contra el West Bromwich Albion FC. El desembre de 2009, l'entrenador Arsène Wenger va revelar que ell i la resta del cos tècnic de l'Arsenal tenien moltes esperances en Szczęsny: "Hem identificat Wojciech com un futur gran i gran porter". Un mes després, va afegir: "Realment crec en ell, que algun dia serà el número u de l'Arsenal. Té totes les qualitats que vols d'un porter".

#### Brentford (cedit)
El 20 de novembre de 2009, Szczęsny va signar amb l'equip de la League One Brentford FC una cessió d'un mes. Va salvar un penal a la segona part d'una partida, en una desfeta per 1-0 davant el Wycombe Wanderers FC. Szczęsny va completar la seva cinquena partida amb el Brentford el 12 de desembre de 2009, amb una sèrie de parades per a evitar la victòria del Leeds United FC i va rebre el premi de millor jugador de la partida. El 22 de desembre, l'Arsenal va acordar prorrogar el préstec per un segon mes fins al 17 de gener de 2010. i després fins al 31 de gener. Finalment, es va prorrogar fins al 31 de maig.
L'abril de 2010, l'entrenador de Brentford Andy Scott declarava: "Les seves prestacions suggereixen que no estaria fora de lloc a la Football League Championship ni tampoc a la Premier. Ha arribat a l'etapa en què quan deixa entrar un gol ens demanem per què no l'ha salvat. El febrer de 2015, Szczęsny va ser nomenat com el "Porter de la dècada" del Brentford en una enquesta del club.

#### 2010–11
El 27 d'octubre de 2010, Szczęsny va fer la seva segona aparició amb l'Arsenal a la Copa de la Lliga: mantingué  la porteria a zero contra el Newcastle United a St. James' Par  aturant nombrosostirss dels jugadors del Newcastle. Va signar un nou contracte de llarga durada l'11 de novembre de 2010, agrainttal seu pareim al seu entrenador de porters, Josh Phelan,l' ajuaoper  a progressar en la seva gran temporada. Szczęsnyes va estrenar  a la Premier League en una derrota per 1-0 davant el Manchester United FC a Old Trafford el 13 de desembre de 2010,enasubstitució de Łukasz Fabiański i Manuel Almunia,tots dos lesionatsó. El 8 de gener de 2011, va començar com a titulareal pari a dde tercera ronda de la FA Cup contra el Leeds United. El cap de setmana següent, Szczęsny va mantenir la seva primera porteria azerot en una victòria per 3-0contrae el West Ham United a Upton Park.

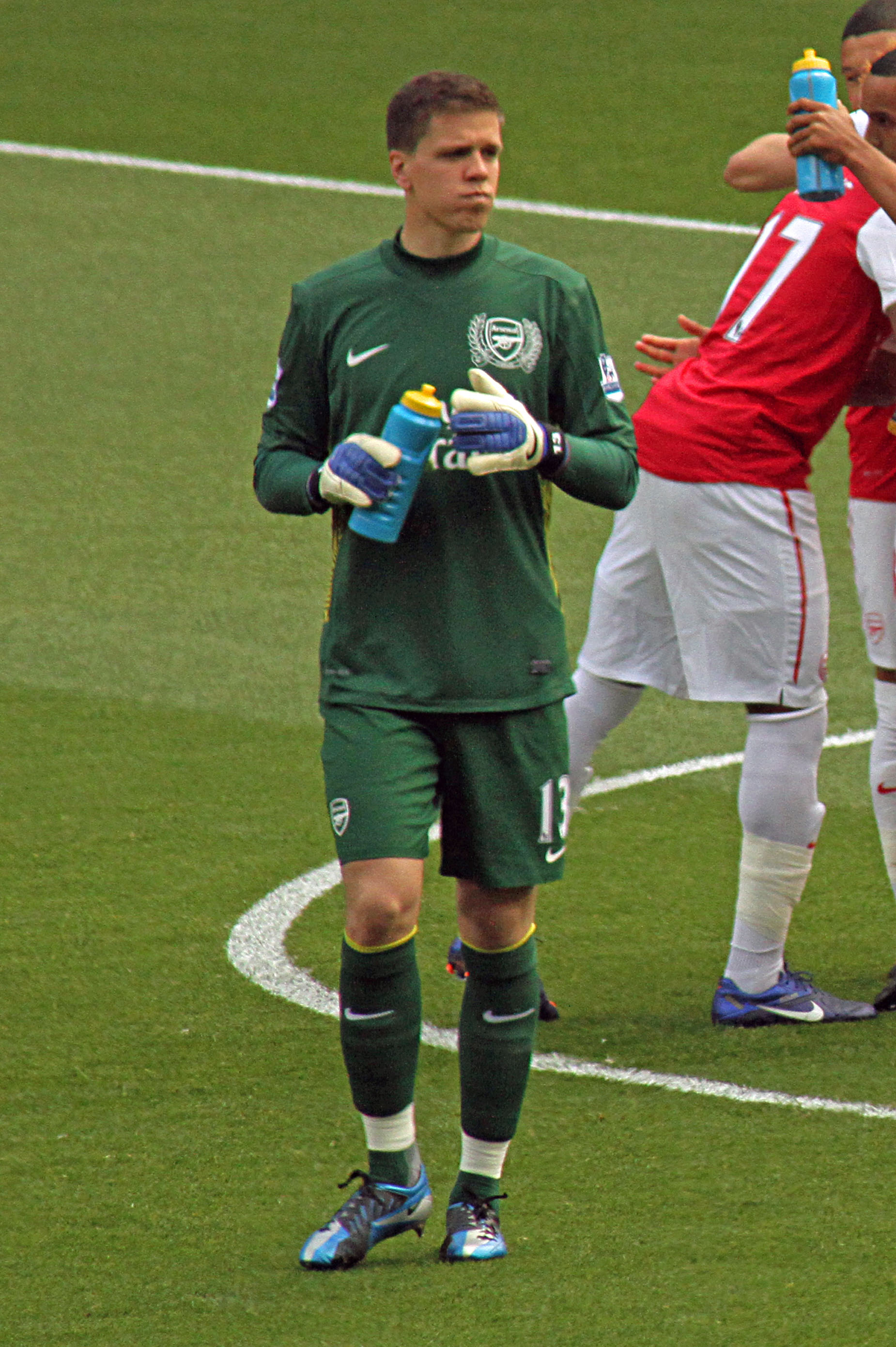
Wojciech Szczęsny abans d'un partit contra el Chelsea el 2012.

Vist l'estat de forma de Szczęsny després d'encadenar partides d Premier League, Arsène Wenger va confirmar que restaria el porter titular de l'Arsenal: "no ha fet res perquè jo l'eliminés". El 16 de febrer, Szczęsny es va estrenar a la UEFA Champions League contra el Barça a l'Emirates Stadium, en una victòria per 2-1. El 27 de febrer, Szczęsny es va empassar un gol guanyador del Birmingham City al darrer moment a la final de la Copa de la Lliga ; una represa de cap de Nikola Žigić va crear confusió entre Szczęsny i el seu defensa Laurent Koscielny, el porter perdé el control de la pilota, que va rodar als peus del davanter del Birmingham Obafemi Martins, el qual va marcar de molt prop.

#### 2011–12
El juliol de 2011, Szczęsny va expressar el seu desig de continuar com a primer porter de l'Arsenal per a la resta de la seva carrera. Va jugar una meitat en cadascun dels partits de pretemporada de l'Arsenal en la seva girada per Malàisia i la Xina. Szczęsny rebé la samarreta número 13, antigament usada per Alexander Hleb i Jens Lehmann. Durant la temporada 2011-12, esdevingué el porter de primera tria de l'Arsenal, jugava cada minut de les partides de la Premier League de l'equip. El 24 d'agost, Szczęsny va fer una aturada de penal vital al minut 59 contra Antonio Di Natale en una partida de tornada de la fase de classificació de la Lliga de Campions. L'Arsenal va igualar 1–1 (2–1 en el global) contra l'Udinese Calcio i l'aturada de penal de Szczęsny va ser vital per a assegur a l'Arsenal un lloc a la lucrativa fase de grups de la competició per a la 14a temporada consecutiva. L'Arsenal va guanyar per 2–1 (3–1 global) amb gols de Robin van Persie i Theo Walcott. El 28 d'agost, va jugar no la desfeta per 8-2 davant el Manchester United a Old Trafford, la més gran de l'Arsenal a la Premier League i la primera vegada en què va encaixar vuit gols en més de 115 anys. El 26 de febrer de 2012, Szczęsny emportava un derbi del nord de Londres per la primera vegad:  l'Arsenal va guanyar 2-0 per guanyar 5-2 a casa contra el Tottenham Hotspur FC. El 3 de març de 2012, Szczęsny va fer una sèrie de parades importants i va blocar un penal i l'Arsenal guanyà contra el Liverpool FC a Anfield.

#### 2012–13
Després que marxés Manuel Almunia, Szczęsny va rebre la samarreta número 1 vacant. Després d'un parell de mesos de baixa per lesió, Szczęsny va tornar a la victòria per 5-2 contra el Tottenham.
El 13 de març de 2013, Szczęsny va ser retirat de l'equip de l'Arsenal per jugar contra el FC Bayern de Múnic a la Lliga de Campions. En el següent partida de la Premier League de l'Arsenal, contra el Swansea City, Szczęsny va tornar a la banqueta de l'Arsenal com a substitut, amb Łukasz Fabiański seleccionat per Arsène Wenger per a començar a la porteria.
El 20 d'abril de 2013, Szczęsny va tornar a l'equip en un partit de la Premier League a casa contra l'Everton FC a causa d'una lesió a la costella que va patir Fabiański. En els seus dos primers partits a la porteria de l'Arsenal, va mantenir la seva porteria consecutiva contra l'Everton i el Fulham FC respectivament.

#### 2013–14

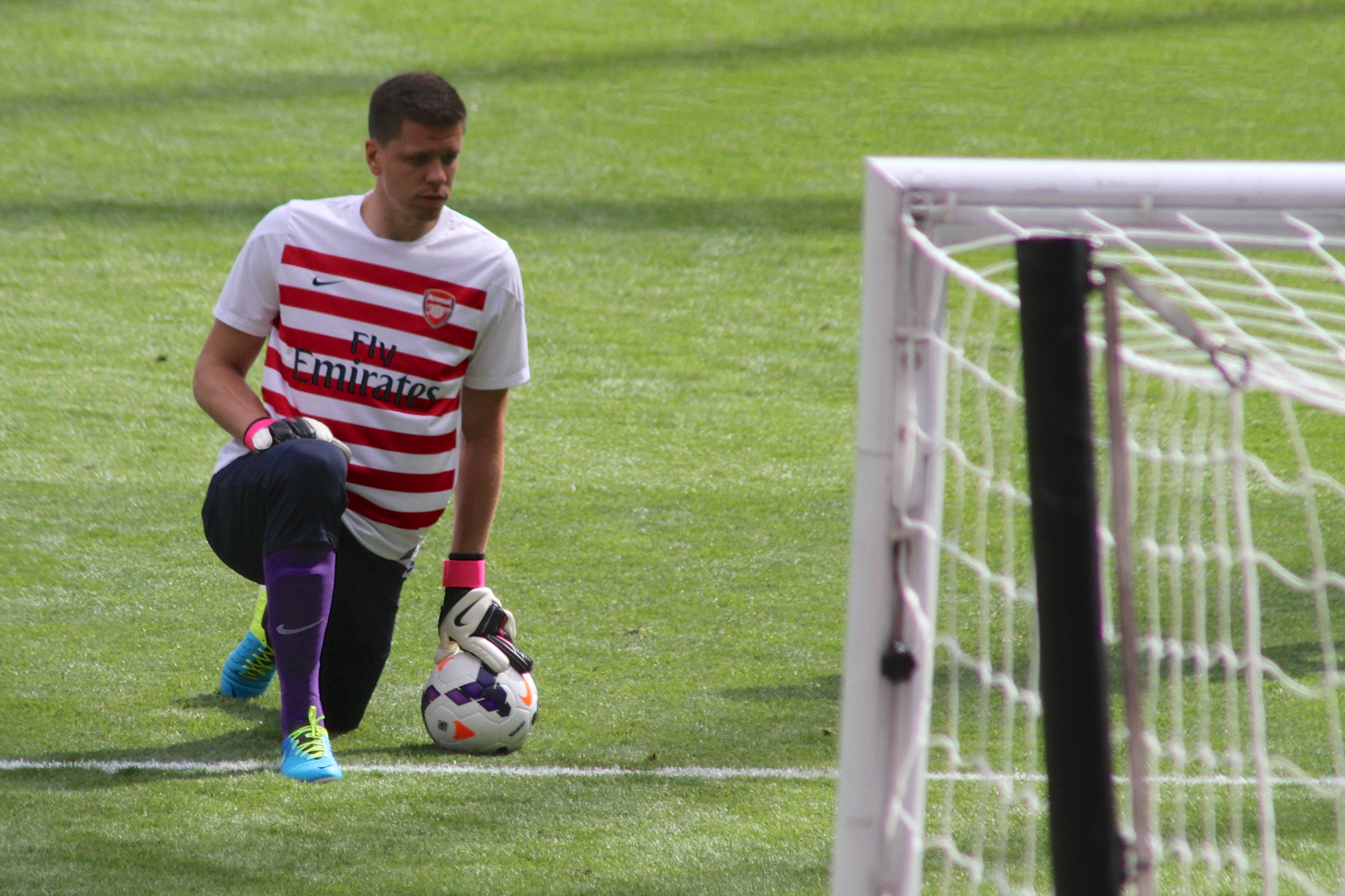
Szczęsny escalfant durant la Copa dels Emirats 2013

Szczęsny va tenir un temps de proves en la partida inaugural de la temporada de la Premier League 2013-14, que l'Arsenal va perdre 3-1 davant l'Aston Villa. Durant la partida, va concedir un penal sobre Gabriel Agbonlahor. Malgrat la decepció, Szczęsny va respondre bé mantenint tres porteries a zero en les quatre partides següents de l'Arsenal. També va fer dues aturades crucials per ajudar a preservar l'avantatge 1-0 de l'Arsenal davant el  Crystal Palace a l'octubre, a més de mantenir dues porteries consecutives a zero en victòries vitals contra el Liverpool i el Borussia Dortmund a la Lliga de Campions. En una partida de novembre de 2013 contra el Manchester United, Szczęsny va rebre un tractament llarg després d'una lesió cara a cara amb Phil Jones, però va poder acabar continuar després que l'entrenador de l'Arsenal, Arsène Wenger, li ho permetés. Wenger va declarar que hauria substituït Szczęsny si el metge de l'equip ho hagués demanat, però va afegir: "No, ningú no em va dir res d'ell", quan el vam interrogar sobre si el personal mèdic havia autoritzat el porter a jugar. L'entrenador del Tottenham, André Villas-Boas, va ser molt criticat la setmana anterior per haver mantit el porter commocionat Hugo Lloris contra l'Everton.
El 16 de novembre de 2013, l'Arsenal va anunciar que Szczęsny havia signat un nou contracte a llarg termini amb el club. El seu excel·lent estat de forma va continuar durant tot el novembre, un mes en què tan sols va encaixar un gol i va mantenir cinc porteries a zero en sis partides. També va registrar la seva porteria 50 a l'Arsenal el 26 de novembre, en un partit de la Lliga de Campions contra l'Marsella que l'Arsenal va guanyar per 2-0. Szczęsny va concedir un penal i va ser expulsat en una partida de la Lliga de Campions contra el Bayern de Múnic el febrer de 2014 per una falta contra
Al final de la temporada, Szczęsny va ser guardonat amb el Guant d'Or de la Premier League al costat de Petr Čech, del  FC, amb 16 po. També guanyà el seu primer trofeu amb l'Arsenal, la FA Cup 2013-14, però sols va ser reemplaçantnt a la final, amb Łukasz Fabiański com a porter titular per a competicions de copa nacional.

#### 2014–15
Szczęsny va concedir un penal i va ser expulsat en una victòria a casa de la Lliga de Campions per 4-1 contra el Galatasaray l'1 d'octubre de 2014 per una falta sobre Burak Yılmaz.
El primer de gener de 2015, Szczęsny va cometre errors que van provocar els dos gols en la desfeta de l'Arsenal per 2-0 a Southampton. Més tard, el club el va multar amb 20.000 £ per fumar a les dutxes dels vestidors després de jugar. Va ser baixat a la banqueta durant la resta de la temporada de la Premier League, amb David Ospina que el substituïa a la porteria. Szczęsny va ser seleccionat com a titular a la final de la FA Cup de 2015, i mantingué la porteria a zero en una victòria per 4-0 sobre l'Aston Villa a l'estadi de Wembley.

#### Cessió a la Roma

##### 2015–16
El 29 de juliol de 2015, amb les seves oportunitats encara més limitades pel fitxatge de Petr Čech per l'Arsenal a principis d'estiu, Szczęsny es va unir a la Roma amb un préstec durant tota la temporada. Va debutar a la  Sèrie A el 22 d'agost en un empat a 1 contra l'Hellas Verona. Szczęsny es va luxar un dit durant el partit inaugural de la Lliga de Campions de la Roma contra el Barça després d'enfrontar-se amb Luis Suárez, una lesió que el va mantenir fora durant sis setmanes. Al desembre, va ser destituït per Morgan De Sanctis per un partit de lliga contra l'Atalanta després de tornar a ser atrapat fumant després de la derrota per 6-1 davant el Barça. En total, va fer 31 aparicions a la lliga al llarg de la temporada, ja que la Roma va acabar la temporada 2015-16 amb un tercer lloc a la lliga, aconseguint l'últim lloc disponible per a la classificació de la Lliga de Campions. En una entrevista al diari Il Tempo, Szczęsny va declarar que sentia que la seva temporada amb la Roma havia estat positiva, i va acreditar la seva experiència entrenant i jugant a Itàlia amb l'entrenador Luciano Spalletti i l'entrenador de porters Nanni com a molt beneficiosa per al seu desenvolupament.

##### 2016–17
L'Arsenal va acordar un segon préstec de la temporada a la Roma, abans de la temporada 2016-17. Durant l'estiu de 2016, la Roma també va fitxar el porter brasiler Alisson Becker procedent de l'Internacional, el que significa que Szczęsny s'enfrontaria a la competició per un lloc titular a l'equip. En la seva segona temporada a la capital italiana, Szczęsny va mantenir la porteria més clara de la Sèrie A (14), ajudant a la Roma a establir un rècord de temporada del club de 87 punts i a aconseguir un segon lloc a la lliga. En total, va fer 72 aparicions a la Sèrie A al llarg de les seves dues temporades amb la Roma.

### Juventus

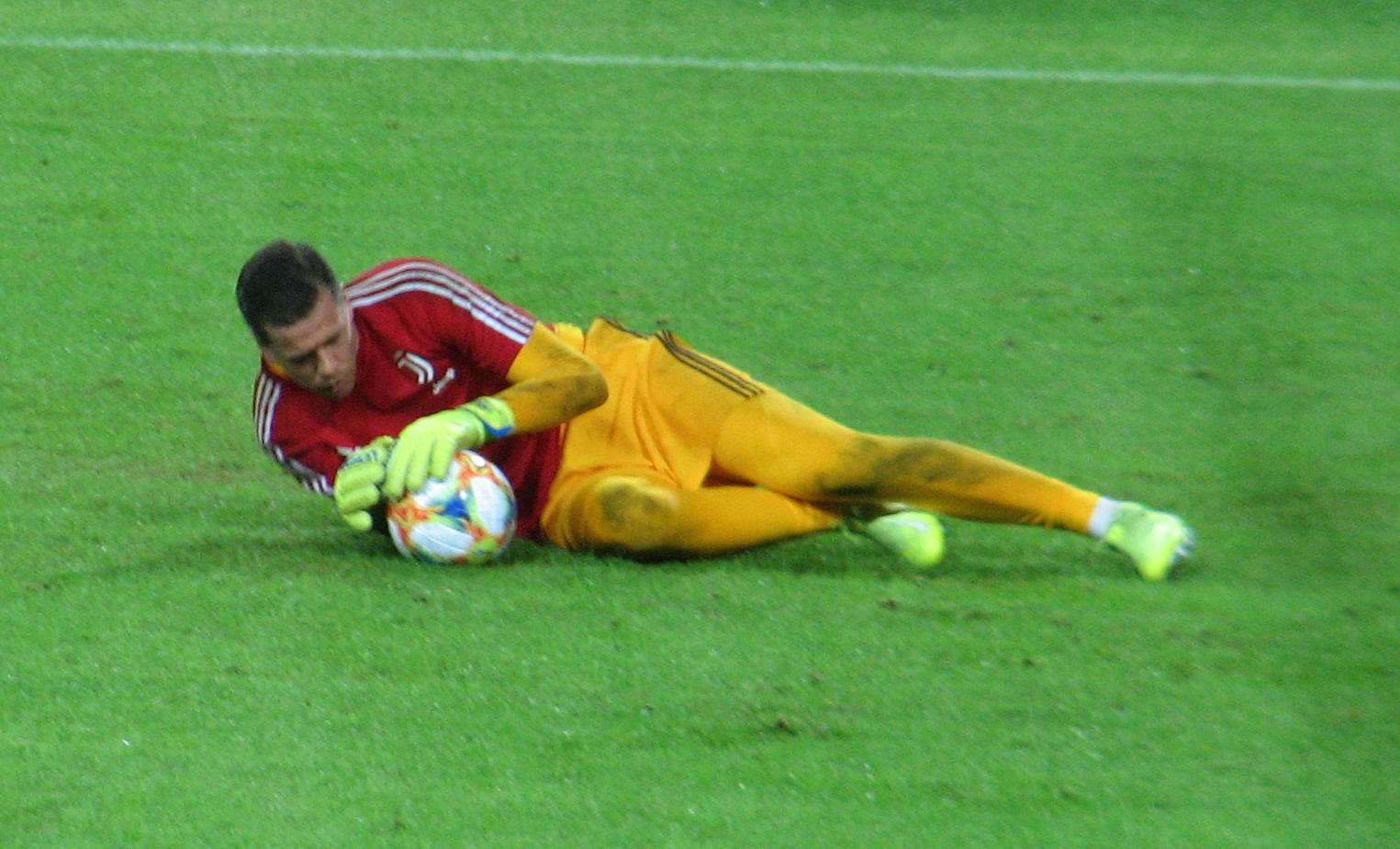
Szczęsny s'escalfa a la pretemporada 2019-20 amb la Juventus

#### 2017–18
El 19 de juliol de 2017, Szczęsny va ser fitxat per la Juventus FC per 12,2 € Comissió inicial de milions (més 3,1 milions d'euros addicionals en bonificacions condicionals) en un contracte de quatre anys. Tot i que es va informar que Szczęsny serviria inicialment com a substitut de Gianluigi Buffon sota l'entrenador Massimiliano Allegri, la intenció d'aquest últim porter de retirar-se al final de la temporada 2017-18 va veure que Szczęsny va ser qualificat com un potencial substitut a llarg termini de Buffon en els mitjans de comunicació. El 9 de setembre de 2017, Szczęsny va fer la seva primera aparició amb la Juventus, aconseguint una porteria a zero quan va començar el tercer partit de la temporada, una victòria a casa per 3-0 sobre el Chievo a la Sèrie A.
Després de la victòria de la Juventus per 1-0 a casa contra el Nàpols l'1 de desembre, el porter de primera elecció del club, Buffon, va ser descartat de l'últim partit de la Lliga de Campions de la Juventus contra l'Olympiacos quatre dies després, després de patir una distensió al panxell. partit anterior, una lesió que el va mantenir de baixa durant la resta del mes; Szczęsny el va substituir a la porteria durant la victòria per 2-0 fora de casa, que el va veure debutar amb el seu club a la Lliga de Campions, i el resultat va assegurar a la Juventus un segon lloc al seu grup darrere de Barcelona i un lloc en el nocaut. etapes de la competició. Les seves actuacions durant l'absència de Buffon el van fer nomenar el jugador del mes del club per al desembre de 2017. El 9 de maig, Szczęsny va guanyar el seu primer trofeu amb la Juventus en una victòria per 4-0 contra el Milà a la final de la Copa Itàlia del 2018 ; va ser un substitut no utilitzat. Quatre dies més tard, el 13 de maig, Szczęsny va guanyar l' Scudetto, després de mantenir la porteria a zero en un empat 0-0 amb el seu antic equip Roma, en el penúltim partit de la temporada de la Juventus.

#### 2018–19
Després de la sortida de Buffon del club després de la finalització de la temporada 2017-18, Szczęsny va heretar la samarreta número 1 i el lloc de porter titular a la Juventus abans de la temporada 2018-19, malgrat la competència del nouvingut Mattia Perin. El 18 de setembre, Szczęsny va salvar el penal de Dani Parejo en el partit guanyat per 2-0 contra el València. Es va repetir l'11 de novembre quan Szczęsny va salvar el penal del seu antic company d'equip Gonzalo Higuaín que va permetre que la Juventus guanyés per 2-0 contra l'AC Milan. El 20 d'abril, va començar en una victòria a casa de la Juventus per 2-1 davant la Fiorentina, que va veure com el seu equip va aconseguir el títol de la Sèrie A. Les seves actuacions al llarg de la temporada li van valer una nominació al Trofeu Yashin el 2019.

#### 2019-20

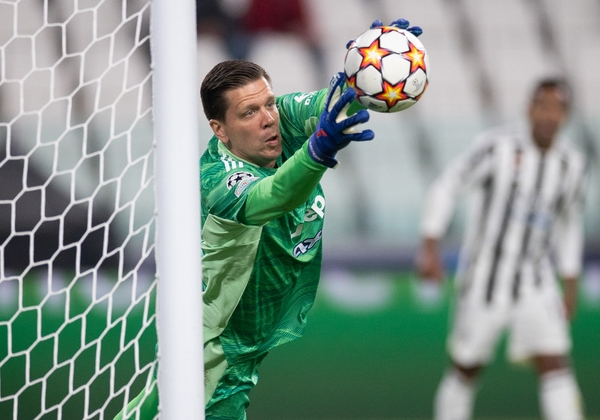
Szczesny fent una aturada per la Juventus FC el 2021

Quan Buffon va tornar a la Juventus l'estiu del 2019, Szczęsny li va oferir la samarreta número 1, però Buffon la va rebutjar dient: "No vaig tornar per agafar alguna cosa d'algú o recuperar-la. […] Vull donar el meu granet de sorra per l'equip. És correcte que el porter titular, Szcz[ę]sny, tingui la samarreta número 1". En canvi, Buffon va optar per portar el número 77, el mateix que havia portat durant la seva darrera temporada al Parma abans d'unir-se inicialment a la Juventus el 2001. El 7 de desembre, Szczęsny va salvar el penal de Ciro Immobile en una derrota per 3-1 davant la Lazio. El 26 de juliol de 2020, va mantenir la porteria a zero en una victòria a casa per 2-0 contra la Sampdoria, que va permetre a la Juventus aconseguir el títol de la Sèrie A. Per les seves actuacions, va ser nomenat millor porter de la temporada per la Lega Serie A.

#### 2020-21
El 20 de setembre, Szczęsny va fer la seva aparició número 100 en totes les competicions de la Juventus en el primer partit de la temporada del club, una victòria a casa per 3-0 sobre la Sampdoria a la Sèrie A. El 2 de maig de 2021, Szczęsny va salvar a Andrey Galabinov. penal de la victòria per 3-0 contra Spezia. Szczęsny es va repetir el 9 de maig quan va salvar el penal de Franck Kessie en una derrota per 3-0 contra l'AC Milan.

#### 2021–22
El 18 d'octubre de 2021, Szczęsny va salvar el penal de Jordan Veretout que va permetre que la Juventus guanyés 1-0 contra el seu antic equip Roma. Contra el mateix equip, Szczęsny va salvar el penal de Lorenzo Pellegrini i va permetre la victòria de la Juventus per 4–3.

#### 2022–23
El 28 de febrer de 2023, Szczęsny va fer la seva aparició número 200 amb la Juventus en una victòria per 4-2 contra el Torino al Derby della Mole.

#### 2023–24
Durant la temporada 2023-24, Szczęsny va començar en 35 partits de lliga mentre la Juventus va acabar tercer.
El 14 d'agost de 2024, Szczęsny i la Juventus van acordar rescindir el seu contracte mútuament i va marxar com a agent lliure. El 27 d'agost va anunciar la seva decisió de retirar-se del futbol professional.

### FC Barcelona
El 2 d'octubre de 2024, Szczęsny va tornar al futbol poc més d'un mes després d'anunciar la seva retirada, signant pel club de la Lliga Barcelona amb un contracte fins al final de la temporada 2024-25. Va ser escollit per substituir el porter de primera opció Marc-André ter Stegen, la temporada del qual es va veure escurçada a causa d'una lesió a llarg termini. Hansi Flick va confirmar que Szczęsny assumiria inicialment el paper de suplent darrere d'Iñaki Peña. Va debutar amb el Barça el 4 de gener de 2025, durant una victòria per 4-0 contra la UD Barbastro a la Copa del Rei. Després va ser titular en els dos partits de la Supercopa d'Espanya contra l'Athletic Club i el Reial Madrid. Tot i ser expulsat a la final contra aquest últim, el seu equip va aconseguir assegurar-se el títol després d'una victòria per 5-2.
El 5 de març de 2025, durant l'anada dels vuitens de final de la Lliga de Campions de la UEFA, el Barça es va enfrontar al Benfica a l'Estádio da Luz. El defensa Pau Cubarsí va rebre una targeta vermella al minut 22, cosa que va fer que l'equip jugués amb deu homes durant la major part del partit. Malgrat això, va fer vuit aturades crucials per mantenir la porteria a zero i aconseguir la victòria per 1-0. La gesta de Szczęsny li va valer el premi a l'home del partit i va ser àmpliament elogiada tant pels aficionats com pels analistes.
El 26 d'abril de 2025, Szczęsny va jugar els 120 minuts del temps reglamentari i la pròrroga a la final de la Copa del Rei contra el seu rival, el Real Madrid CF, fent 5 aturades, inclosa una doble aturada contra Vinicius Júnior en una victòria del Barça per 3-2. El porter va ser àmpliament valorat per la seva personalitat i solvència sota pals, considerant que havia arribat al club després d'haver-se ja teòricament retirat del futbol professional.

## Carrera internacional

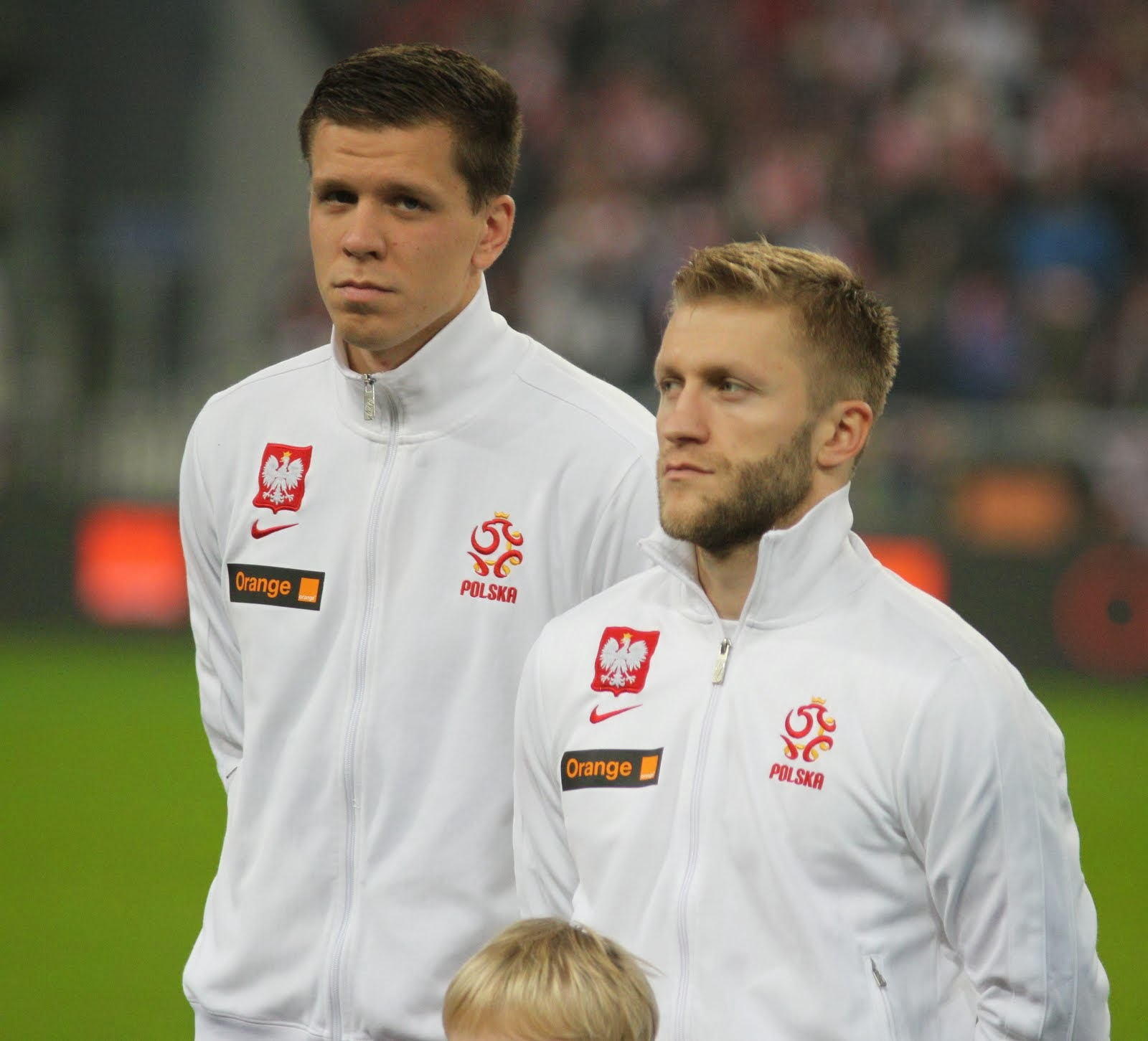
Szczęsny (esquerra) amb Jakub Błaszczykowski abans d'un amistós internacional contra la República d'Irlanda

### Sub-21
Szczęsny va jugar a l'equip sub-21 de Polònia i va començar en tres partits de classificació per a l'Eurocopa de 2011. També va ser posat en espera de l'equip sènior polonès pel tècnic Leo Beenhakker per a les eliminatòries de l'equip contra Irlanda del Nord i Eslovènia a principis de setembre de 2009. No obstant això, com que cap dels tres millors porters de Polònia va abandonar, no va ser convocat i va jugar les eliminatòries sub-21 contra Espanya i Finlàndia. Té un total de sis partits per a la selecció sub-21.

### Selecció absoluta

#### Primers anys
L'octubre de 2009, el nou entrenador Franciszek Smuda va enviar a Szczęsny la seva primera convocatòria al conjunt nacional, per als partits amistosos contra Romania i Canadà. Va debutar contra el Canadà el 18 de novembre, entrant com a substitut a la mitja part de Tomasz Kuszczak en una victòria per 1-0 a l'estadi Zdzislawa Krzyszkowiaka de Bydgoszcz. Va guanyar el seu segon partit i el seu primer partit complet el 9 de febrer de 2011, en una altra victòria amistós amb el mateix marcador, contra Noruega a l'Estàdio Algarve.
Szczęsny va tenir una bona actuació contra Alemanya el 6 de setembre de 2011, fent vuit parades crítiques en un empat 2-2; això li va valer els elogis de l'antic porter internacional alemany Oliver Kahn. Va ser expulsat en el primer partit de l'anfitrió de l'Eurocopa 2012 de Polònia contra Grècia, per una falta professional a Dimitris Salpingidis, que va costar a Polònia un penal que Przemysław Tytoń va salvar en un empat 1-1. Szczęsny no va tornar a jugar durant la resta del torneig, ja que Tytoń va jugar la resta, ja que Polònia va acabar al final del grup A amb dos punts.
El 12 d'octubre de 2014, Szczęsny va ser fonamental a l'hora d'aconseguir la històrica primera victòria del seu país contra Alemanya en una eliminatòria per a l'Eurocopa 2016. Va jugar el primer partit del torneig de la seva nació contra Irlanda del Nord i va mantenir la porteria a blanc en la primera victòria de la seva nació en un Campionat d'Europa, però va patir una lesió que el va mantenir fora de la resta de la seva campanya. No obstant això, Polònia va arribar als quarts de final, amb l'antic company de l'Arsenal Łukasz Fabiański a la porteria, on va ser eliminat del torneig als penals pel finalista campió Portugal.

#### Copa del Món de la FIFA 2018 i UEFA Euro 2020

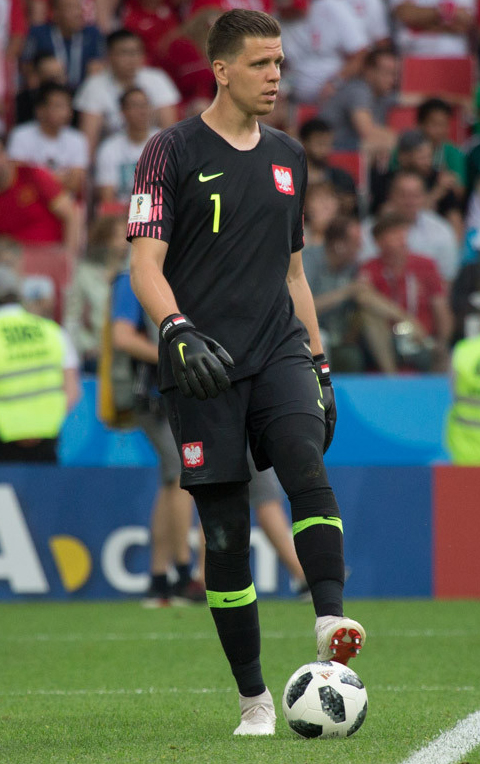
Szczęsny amb Polònia a la Copa del Món de la FIFA 2018

Szczęsny va ser convocat a la selecció polonesa de 23 jugadors per a la Copa del Món de la FIFA 2018 a Rússia. Va ser titular en els dos primers partits del grup de la seva nació, una derrota per 2-1 contra Senegal i una derrota per 3-0 davant Colòmbia, però no va participar en l'últim partit del grup del seu equip: una victòria per 1-0 sobre Japó; Polònia no es va classificar per a la fase eliminatòria.
El 14 de juny de 2021, Szczęsny va marcar un autogol en una derrota per 2-1 contra Eslovàquia a l'Eurocopa de la UEFA 2020, convertint-se en el primer porter a fer-ho als Campionats d'Europa de la UEFA. El seu propi gol va ser el més ràpid de la història de l'Eurocopa, i va batre el rècord de 22 minuts d' Igor Tudor contra França el 2004 fins que Denis Zakaria va marcar un autogol després de vuit minuts contra Espanya en el mateix torneig. L'equip va patir una altra eliminació primerenca després d'aconseguir només un punt en els seus tres partits del grup.

#### 2022: Lliga de Nacions i Copa del Món de la FIFA
El 25 de setembre de 2022, va esdevenir el porter amb més trofeus del futbol polonès en participar en un partit de la UEFA Nations League contra Gal·les, que Polònia va guanyar per 1-0 i va assegurar el seu lloc a la Lliga A del torneig. Va ser la seva 66a aparició a la selecció, la qual cosa li va permetre superar el rècord que abans ostentava Artur Boruc.
El novembre de 2022, Szczęsny va ser nomenat a l'equip final per a la Copa del Món de la FIFA 2022 a Qatar. El 26 de novembre, va salvar un penal de Salem Al-Dawsari i un altre tir de rebot de Mohammed Al-Breik en una victòria per 2-0 sobre l'Aràbia Saudita. El 30 de novembre, va salvar el seu segon penal de la Copa del Món contra Lionel Messi de l'Argentina,  convertint-se en només el tercer porter de la història a salvar dos penals en un torneig de la Copa del Món al costat de Jan Tomaszewski (1974) i Brad Friedel (2002). Malgrat la derrota per 2-0 contra aquest últim, Polònia es va classificar per als vuitens de final per davant de Mèxic per diferència de gols, amb les seves dobles aturades contra l'Aràbia Saudita van resultar crucials per assegurar-se a Polònia un lloc als vuitens de final. L'equip va ser eliminat a la següent ronda, perdent per 3-1 davant l'eventual subcampió França.

#### UEFA Euro 2024
El 26 de març de 2024, a la final del play-off de classificació per a l'Eurocopa 2024, Szczęsny va salvar el penal decisiu de Daniel James durant la tanda de penals, que Polònia va guanyar per 5-4 contra Gal·les després d'un empat sense gols, enviant el seu país al torneig. El mateix any al juny, Szczęsny va ser seleccionat a l'equip per a l'Eurocopa 2024. Abans va insinuar la retirada del futbol internacional al final del torneig. Va aparèixer en els primers partits del grup de Polònia contra Holanda i Àustria, ambdós van acabar amb una derrota, donant lloc a l'eliminació de Polònia a la primera ronda de la competició; no va participar en el partit final contra França, que va acabar amb un empat 1-1.

## Estil de joc
Durant el seu temps amb l'Arsenal, Szczęsny es va guanyar la reputació de porter alt, prometedor i talentós, que posseïa un atletisme important, així com forts reflexos, agilitat, habilitats per a parar tirs, distribució i una bona mentalitat, però que també era inconsistent. ; com a tal, ocasionalment va rebre crítiques als mitjans de comunicació per errors tècnics o errors de judici, en particular en creus, i per la seva manca de desenvolupament durant el seu temps amb el club, així com la seva falta de disciplina fora del terreny de joc, inclòs un incident en el qual, segons els informes, el club va multar després de ser enxampat fumant a les dutxes.
Pel que fa a les actuacions propenses a errors de Szczęsny durant la seva estada a Anglaterra, l'antic porter de l'Arsenal David Seaman va comentar el 2013 que el porter polonès havia de fer-se més fort mentalment per mantenir el seu lloc al primer equip. Durant la seva estada a Itàlia, després de produir una sèrie d'actuacions mixtes durant la seva primera temporada amb la Roma, Szczęsny es va consolidar com un dels millors porters de la Sèrie A durant la seva segona temporada amb l'equip, i posteriorment també va mantenir un nivell de rendiment constantment alt. amb la Juventus. El 2016, l'antic entrenador de l'Arsenal de Szczęsny, Wenger, el va titllar de porter "de classe mundial". Després del seu trasllat al Torí el 2017, Szczęsny va acreditar la manera com es prepara i entrena el paper del porter a Itàlia com una de les raons de la seva millora dràstica, citant el seu entrenador de la Roma, Spalletti, i el seu entrenador de porters amb el club –Guido Nanni– com a figures que van tenir un paper clau en el seu desenvolupament i maduració com a porter.
En una entrevista de 2017 a The Independent, va comentar que "l'escola de porters a Itàlia és molt diferent, és molt tècnica i es fixa més en els detalls", i va afegir que "en els dos anys i mig des que vaig arribar a Itàlia, he millorat moltíssim gràcies als entrenadors i a la seva manera de treballar. No es tracta de millorar quan jugues, sinó que cada dia a l'entrenament has de treballar tots els aspectes del teu joc i això és una cosa que m'ha agradat molt.." Sobre l'enfocament general de l'entrenament a Itàlia, ha afirmat: "els entrenadors a Itàlia són molt més tàctics". A la seva arribada a la Juventus, el seu company Buffon el va nomenar millor porter de la Sèrie A durant la temporada anterior, mentre que a l'octubre d'aquell any, el va descriure com "un porter més jove i millor" que ell mateix.
L'antic entrenador de porters de Szczęsny a la Roma, Nanni, el va elogiar el 2017 per la seva dedicació a l'entrenament i per la seva capacitat per superar les seves debilitats i desenvolupar el seu joc integral, assenyalant que inicialment li va costar arribar a terra ràpidament per parar la pilota i tractar els xuts baixos a la seva arribada al club, però que va millorar notablement en aquest àmbit sota el seu mandat; també va elogiar el porter per la seva intel·ligència, comportament fresc i serenitat a la porteria, així com la seva habilitat amb la pilota a aquests peus. El 2020, el va titllar com un dels millors porters del món, una visió compartida pel cap de futbol de la Juventus, Fabio Paratici. Durant la seva etapa a la Juventus, Szczęsny va rebre elogis als mitjans de comunicació per les seves actuacions decisives; en particular, se'l va destacar pels seus reflexos, la tècnica fonamental de porter, el sentit de la posició i la consistència, així com el seu estil de porter eficient més que espectacular, i la seva capacitat per gestionar la pressió de substituir a Buffon com a porter de primera opció de l'equip. No obstant això, la seva capacitat per sortir de la seva línia per fer front a pilotes altes o recollir creus encara va ser citada com una àrea de debilitat pels experts.

## Vida personal
Wojciech és fill de l'antic porter Maciej Szczęsny. El seu germà Jan (nascut el 1987) també és porter. Durant la seva carrera a Anglaterra, el seu cognom va ser sovint escurçat com " Chesney " a causa de la difícil ortografia del seu nom familiar, que no és comú entre els anglesos. El seu nom també va causar problemes als seguidors de l'Arsenal, i sovint es pronunciava incorrectament, tot i que es va estimar entre els aficionats de l'Arsenal gràcies al seu accent londinenc i una actitud realista. Aquesta tendència va continuar fins i tot després que ell es traslladés a la Juventus. També és conegut amb el sobrenom de "Tek". El 2013, va començar a sortir amb la cantant polonesa Marina Łuczenko. Es van prometre a principis de juliol de 2015 durant la festa d'aniversari de Marina, i es van casar el 21 de maig de 2016. Tenen un fill, Liam, (nascut el 30 de juny de 2018) i una filla, Noelia, (nascuda el 3 de juliol de 2024).

## Palmarès
Arsenal
- Copa FA: 2013–14,[139] 2014–15[140]
- FA Community Shield: 2014[141]
- Subcampió de la Copa de la Lliga de Futbol: 2010–11[142]

Juventus
- Sèrie A: 2017–18, 2018–19, 2019–20[143]
- Copa d'Itàlia: 2017–18, 2020–21,[143] 2023–24[144]
- Supercoppa Italiana: 2018, 2020[143]

FC Barcelona
- Supercopa d'Espanya: 2025[145]
- Copa del Rei: 2024–25[87][88]
- Lliga espanyola: 2024-25

Individual
- Nouvingut polonès de l'any: 2011[146]
- Guant d'or de la Premier League: 2013–14[147]
- Porter de l'any de la Lega Serie A: 2019–20[148]
- Equip de la temporada de la Sèrie A: 2022–23[149]